# LF-koop
LF-koop, sigla oficial para Kooperativo de Literatura Foiro (Cooperativa de Feira Literária, tradução à letra), fundada em La Chaux-de-Fonds, Suíça, no dia 30 de maio de 1980, com o objetivo de produzir e comercializar mercadorias e serviços culturais em e através do Esperanto.